# الساندرو یاکونو
الساندرو یاکونو (ایتالیایی: Alessandro Iacono؛ زادهٔ ۲۹ اکتبر ۱۹۷۳) بازیکن فوتبال اهل ایتالیا است.
از باشگاه‌هایی که در آن بازی کرده است می‌توان به باشگاه فوتبال تریستیانا و باشگاه فوتبال یو. اس. پرگولیتزه اشاره کرد.
وی همچنین در تیم ملی فوتبال زیر ۱۸ سال ایتالیا بازی کرده است.